# فرقه کاگیو
فرقه کاگیو (انگلیسی: Kagyu) یکی از مکاتب و فرقه‌های اصلی بودیسم تبتی (یا هیمالیا) است.

## ارتباط با هولاکو خان
ترجمه‌های اخیر نامه‌ها و رساله‌های راهبان بودیسم تبتی به هولاکو خان تأیید می‌کند که او یک بودایی مادام‌العمر و پیرو فرقه کاگیو بود.